# Semon Knudsen
Semon Emil "Bunkie" Knudsen, född den 2 oktober 1912 i Buffalo, New York, avliden den 6 juli 1998 i Bloomfield Hills, Michigan, var en amerikansk industriledare inom bilindustrin.
Knudsen anställdes 1939 av General Motors, där hans far "Big Bill" Knudsen var hög chef. 1955 utsågs han till chef för Detroit Diesel-divisionen. Året därpå blev han chef för Pontiac-divisionen och 1961 tog han över ledningen för Chevrolet-divisionen. Karriären hos GM kröntes med en vice VD-post 1967.
1968 gick Knudsen över till främste konkurrenten Ford Motor Company, där han övertog posten som VD. Anställningen tog slut redan efter 18 månader, då han avskedades av Henry Ford II på grund av meningsskiljaktligheter.
Från 1971 innehade Knudsen posten som styrelseordförande för lastbilstillverkaren White Motor Company fram till sin pensionering 1980.